# Décès en 1440
Décès
- 1436
- 1437
- 1438
- 1439
- 1440
- 1441
- 1442
- 1443
- 1444

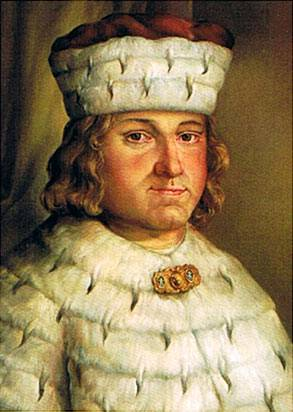
Frédéric Ier de Brandebourg, mort en 1440.

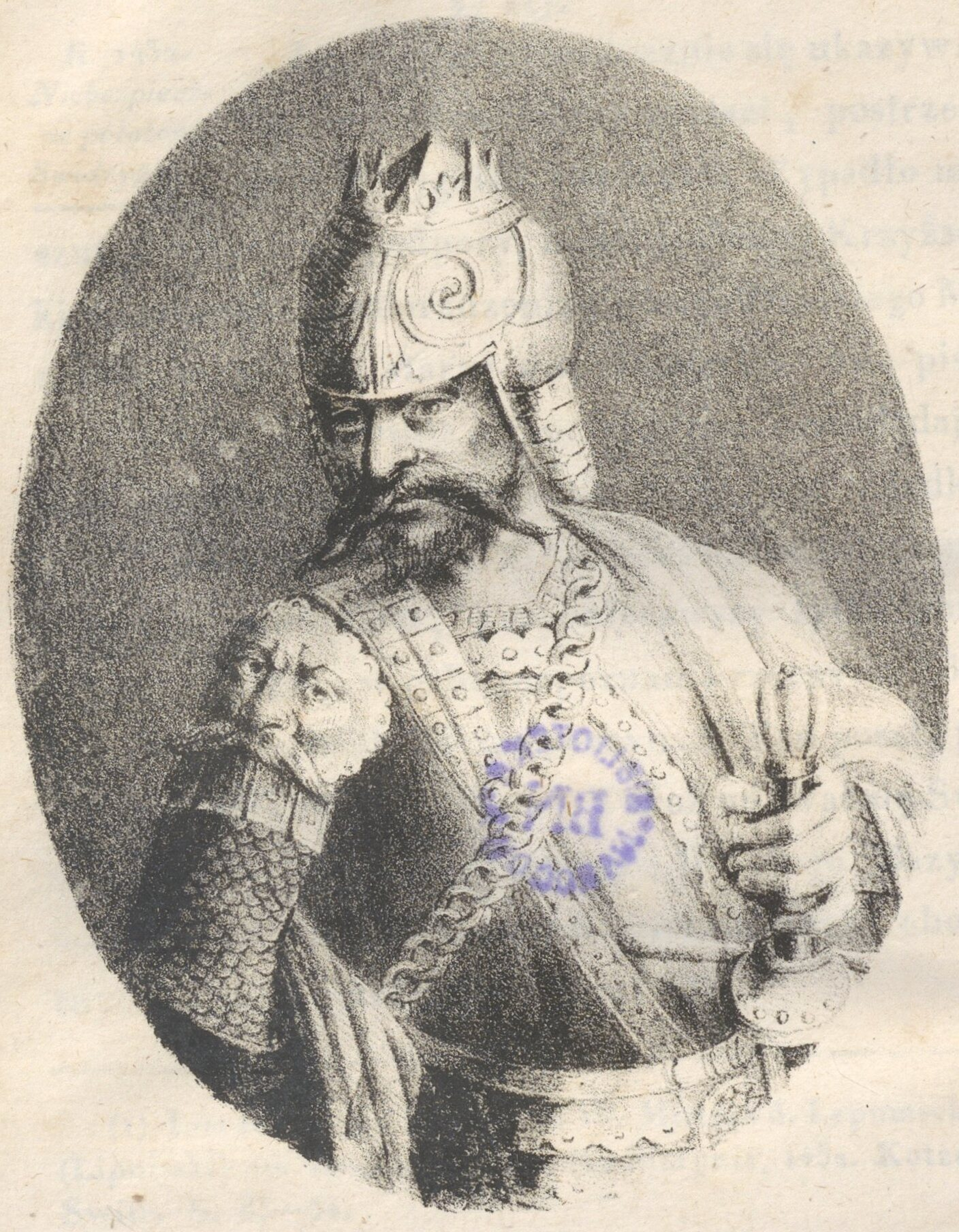
Sigismond Ier Kęstutaitis, mort en 1440.

Cette page dresse une liste de personnalités mortes au cours de l'année 1440  :
- 5 janvier : Alexandre de Berneval, architecte de l'église abbatiale du monastère bénédictin Saint-Ouen de Rouen.
- 9 janvier : Johann von Brunn, prince-évêque de Wurtzbourg.
- 22 janvier : Thierry d'Oldenbourg, comte d'Oldenbourg.
- février : Mohnyin Thado, roi d'Ava, en Haute-Birmanie.
- 26 février : Friedrich von Aufseß, prince-évêque de Bamberg.
- 20 mars : Sigismond Ier Kęstutaitis, grand duc de Lituanie.
- avril : Alain de Kérouzéré, évêque élu de Léon.
- 1er ou 2 avril : Giovanni Maria Vitelleschi, cardinal italien.
- 7 mai : Frédéric IV de Thuringe, margrave titulaire de Misnie et landgrave de Thuringe.
- 25 juin : Guillaume Crespin, capitaine du Château de Tarascon sous Louis III et sous le Bon Roy René, gouverneur militaire pour le roi, avec la fonction de Châtelain Royal.
- 13 août : Itzcoatl, empereur aztèque[1].
- avant septembre : Pierre Le Verrat, seigneur de Crosne, écuyer de l'écurie du roi Charles V de France, compagnon du roi Charles VI de France, bailli de Montargis et prévôt de Paris pendant la guerre de Cent Ans.
- 20 septembre : Frédéric Ier de Brandebourg, burgrave de Nuremberg (« Frédéric VI »), margrave de Brandebourg-Ansbach, électeur de Brandebourg et margrave de Brandebourg-Kulmbach.
- 13 novembre : Jeanne Beaufort, noble anglaise.
- 25 novembre : William Douglas, 6e comte de Douglas.

- Jacques d'Arc, père de Jeanne d'Arc.
- Ginevra d'Este, noble italienne.
- Jeanne II de Chalon-Tonnerre, comtesse de Tonnerre.
- Guillaume de La Forest, chevalier, seigneur de La Forest, du Châtelard-sur-Yenne, du château de Rossillon et de la Fenarre en Grèce, dans la principauté d’Achaïe, page du Comte Vert et écuyer du Comte Rouge.
- Évrard II de La Marck-Arenberg, seigneur de Sedan.
- Laurent de Médicis (l'Ancien), banquier italien  membre de la famille des Médicis.
- Amédéa de Montferrat, reine de Chypre.
- Pierre de Rostrenen, chambellan du roi Charles VII et lieutenant général du connétable de Richemont.
- Lorenzo di Niccolò Gerini, peintre italien de l'école florentine.
- Itzcoatl, quatrième souverain des Aztèques.
- Jean Louvet, seigneur d'Eygalières, de  Theys, de Fallavier et de Mirandol, ancien président de la cour des comptes de Provence.
- Eustache Marcadé, ou Eustache Mercadé, prévôt de Dampierre, official de l'abbaye de Corbie à partir de 1414, puis doyen de la Faculté de Décret, ancêtre de la Faculté de droit de Paris, ayant écrit Le Mystère de la Passion.
- Françoise Romaine, sainte italienne qui fonde une communauté religieuse d'oblates bénédictines.

date incertaine
- vers 1440 :
  - Laurent Coster, ou en néerlandais : Laurens Janszoon Coster, sacristain à Haarlem puis imprimeur.
  - Maître Francke, moine dominicain et peintre allemand (° vers 1380).
- vers novembre 1440 : 
  - Mitre Gastinel, évêque de Sisteron.

## Crédit d'auteurs
- Cet article est partiellement ou en totalité issu de l'article intitulé « 1440 » (voir la liste des auteurs).